# Paul Fritsch (Boxer)

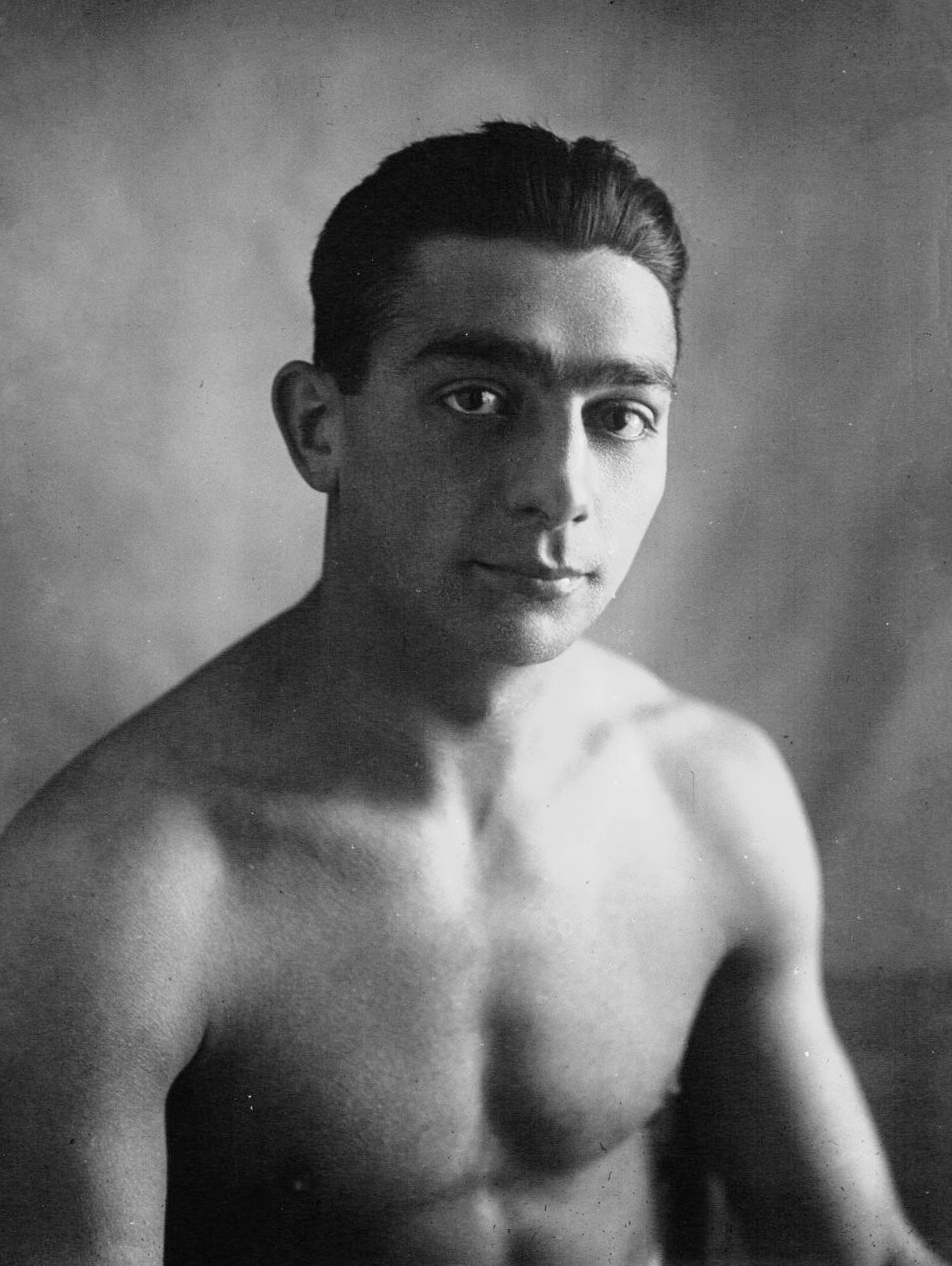
Paul Fritsch (1922)

Paul François Nicolas Fritsch (* 25. Februar 1901 in Paris; † 22. September 1970 in Boulogne-Billancourt) war ein französischer Boxer im Federgewicht.
Fritschs größter Erfolg als Boxer war der Gewinn der olympischen Goldmedaille im Jahr 1920 in der belgischen Stadt Antwerpen. Dabei besiegte er George Etcell nach Punkten, Paul Erdal durch klassischen K. o. in Runde 3, Edoardo Garzena durch klassischen K. o. in Runde 2 und Jean Gachet nach Punkten.